# Militärordinarius
Der Militärordinarius (oftmals auch Militärbischof genannt) steht seit der Neuregelung der Militärseelsorge durch die Apostolische Konstitution Spirituali militum curae vom 21. April 1986 als geistlicher Würdenträger dem besonderen Kirchenbezirk Militärordinariat der römisch-katholischen Kirche vor.
Der Militärordinarius wird vom Papst ernannt oder bestätigt und gehört der nationalen Bischofskonferenz an. Im Regelfall ist der Militärordinarius mit der Bischofswürde ausgezeichnet und genießt sämtliche Rechte der Diözesanbischöfe und ist an ihre Verpflichtungen gebunden.
Die Jurisdiktion wird auch dann ausgeübt, wenn die zum Militärordinariat gehörenden Personen sich außerhalb der nationalen Landesgrenzen befinden
- ordentlich, sowohl im inneren wie im äußeren Bereich
- eigenberechtigt, aber kumulativ mit der Jurisdiktion des Diözesanbischofs.

## Quelle
- Spirituali militum curae. Apostolische Konstitution von Johannes Paul II. Erlass der neuen kanonischen Ordnung für die geistliche Betreuung der Soldaten, 21. April 1986